# Bredia esquirolii
Bredia esquirolii är en tvåhjärtbladig växtart som först beskrevs av Augustin Abel Hector Léveillé, och fick sitt nu gällande namn av Lucien André Andrew Lauener. Bredia esquirolii ingår i släktet Bredia och familjen Melastomataceae. Inga underarter finns listade i Catalogue of Life.